# All the Time
All the Time är en låt av svenska sångerskan Zara Larsson. Den släpptes genom TEN Music Group och Epic Records den 21 juni 2019. Den skrevs av Larsson själv tillsammans med Noonie Bao, Ilsey Juber och Linus Wiklund, som också producerade låten. Låten visas som ett bonusspår på den japanska deluxe-utgåvan av Larssons tredje studioalbum, Poster Girl.